# 张文谦
张文谦（1216年—1283年），字仲谦，祖居沙河盖里，生于河南邓县。元初政治人物。

## 生平
文謙幼年聪敏，善於记诵，長大後不愿仰衣食於父母，打算學習吏事，为其父阻止，後专志于儒学，与太保刘秉忠同学，並同刘秉忠、张易、王恂、郭守敬合称为“邢州五杰”。元宪宗元年由刘秉忠推荐进入忽必烈幕府，當時忽必烈受邢州分地，邢州地处要冲，各种赋役繁重，百姓难以忍受。文謙諫以整飭邢州吏治。入元，担任中书省中书左丞、宣抚使、大司农卿，以及枢密院枢密副使，并参与制定授时历。为人刚明简重，深受元世祖忽必烈器重。

## 家族
父张英，曾为邢州军资库使。